# TV Land
TV Land es un canal de televisión por suscripción estadounidense dirigida por Paramount Media Networks, que es una subsidiaria de Paramount Global. Comenzó sus transmisiones el 29 de abril de 1996, y es un canal hermano de MTV, VH1, Nickelodeon, Telefe, Paramount Network, y Nick at Nite entre otros.
La programación de TV Land consiste principalmente en series de televisión de los años 50’, 60’ y 70’. Recientemente han sido transmitidos programas de los 80’ como Cheers, The A-Team, y Benson.
También ha transmitido programas originales, como 60 Minutes Legend y The 100 Most Unexpected TV Moments.
El canal durante varios años presentó comerciales llamados “TV Land Retrocomercials”, por ejemplo “Mamma, mia, that’s is a spicy meatball”. En los primeros años de TV Land no transmitió publicidad normal.
TV Land suele transmitir en fines de semana maratones de un único programa o show. A principios del 2000, TV Land transmitió especiales de Año Nuevo y de Nochevieja. En Nochevieja se transmitirían el final de una serie clásica, y en Año Nuevo únicamente nuevos episodios pilotos.

## TV Land Awards
Los TV Land Awards se celebran desde el 2003. Los premios son la celebración a programas clásicos, pasados y estrellas de TV. Los TV Land Awards se transmiten también por Nick at Nite.

## Programas de TV Land

### Pasado
- Love, American Style (1996-2000)
- The Addams Family (1996-1998, 2004-2008)
- That Girl (1996-1998, 2005, 2006)
- St. Elsewhere (1996-2001)
- Petticoat Junction (1996-2000)
- Green Acres (1996-2000, 2004-2009)
- Mannix (1996-2002)
- Room 222 (1997-1999)
- The Munsters (1998-2003, 2004-2008)
- Maude (1998-2001, 2005)
- The Love Boat (1999-2004)
- Laverne & Shirley (2002-2003, 2005)
- Gilligan's Island (2002-2004, 2005)
- Family Ties (2004, 2005)
- Benson (2006-2007)
- Mad About You (2008-2009)

### Presente
- Happily Divorced (2011-presente)
- Hogan's Heroes (1996-2002, 2008-presente)
- I Dream of Jeannie (1998-2000, 2003-2006, 2009-presente)
- Leave It to Beaver (1998-presente)
- Sanford & Son (1998-presente)
- All in the Family (1998-2013) (leaving 31 de octubre de 2013)
- The Andy Griffith Show (2000-presente)
- The Beverly Hillbillies (2001-2002, 2005, 2007-presente)
- The Jeffersons (2002-2003, 2006-2009, 2011-presente) (returning 12 de junio de 2011)
- The Brady Bunch (2002-2010) (leaving 31 de mayo de 2010)
- Bonanza (2003-presente)
- Bewitched (2003-2006, 2010-presente)
- Three's Company (2004-presente)
- Cheers (2004-2008, 2010-presente) (returning 4 de enero de 2010)
- Good Times (2005-presente)
- Night Court (2005-presente) (returning 30 de noviembre de 2009)
- The Cosby Show (2005, 2006-2010) (leaving 30 de septiembre de 2010)
- Murphy Brown (2006-presente) (returning 30 de noviembre de 2009)
- Star Trek: The Original Series (2006-presente)
- M*A*S*H (2007-presente)
- Extreme Makeover: Home Edition (2007-presente)
- Married... with Children (2009-presente)
- Roseanne (2009-presente)
- Home Improvement (2010-presente)